# Coupe de France de cyclisme sur route 1993
La Coupe de France de cyclisme sur route 1993 est la deuxième édition de la Coupe de France de cyclisme sur route.
La compétition compte, comme pour la première édition, 12 courses d'un jour, mais le Grand Prix de la ville de Rennes est remplacé par Paris-Bourges.
La victoire finale revient au Français Thierry Claveyrolat de l'équipe française Gan.

## Résultats
La liste des courses composant la compétition et le podium de chacune d'entre elles sont les suivants :
| 20 fév.  | Tour du Haut-Var        | Thierry Claveyrolat | Fabian Jeker          | Gérard Guazzini  |
| 21 mars  | Cholet-Pays de la Loire | Marc Bouillon       | Bart Leysen           | Michel Vanhaecke |
| 8 avr.   | Grand Prix de Denain    | Marcel Wüst         | Johan Capiot          | Michel Zanoli    |
| 13 avr.  | Paris-Camembert         | Oleg Kozlitine      | Andrew Hampsten       | Laurent Bezault  |
| 25 avr.  | Tour de Vendée          | Dimitri Zhdanov     | Bruno Thibout         | Bart Leysen      |
| 2 mai    | Trophée des grimpeurs   | Thierry Claveyrolat | Didier Rous           | Éric Caritoux    |
| 23 mai   | Classique des Alpes     | Eddy Bouwmans       | Thierry Claveyrolat   | Jean-Cyril Robin |
| 29 mai   | À travers le Morbihan   | Marcel Wüst         | Jans Koerts           | Jaan Kirsipuu    |
| 24 août  | Grand Prix de Plouay    | Thierry Claveyrolat | Jean-François Bernard | Thierry Laurent  |
| 12 sept. | Grand Prix de Fourmies  | Maximilian Sciandri | Dimitri Zhdanov       | Laurent Madouas  |
| 19 sept. | Grand Prix d'Isbergues  | Jaan Kirsipuu       | Eddy Seigneur         | Paul Haghedooren |
| 1 oct.   | Paris–Bourges           | Bruno Cornillet     | Herman Frison         | Laurent Desbiens |

## Classement

### Individuel
Le podium du classement général final est le suivant :
| Classement par points | Classement par points | Classement par points | Classement par points | Classement par points |
| Coureur               | Coureur               | Pays                  | Équipe                | Points                |
| --------------------- | --------------------- | --------------------- | --------------------- | --------------------- |
| 1er                   | Thierry Claveyrolat   | France                | Gan                   | 210 pts               |
| 2e                    | François Simon        | France                | Castorama             | 105 pts               |
| 3e                    | Eddy Seigneur         | France                | Gan                   | 104 pts               |

### Par équipe
L'équipe française Gan remporte le classement aux points de la meilleure équipe.